# Jacó Roberto Hilgert
Jacó Roberto Hilgert (ur. 27 stycznia 1926 w Harmonia, zm. 17 grudnia 2020 w Cruz Alta) – brazylijski duchowny rzymskokatolicki, w latach 1976–2002 biskup Cruz Alta.

## Życiorys
Święcenia kapłańskie przyjął 30 listopada 1952. 19 lipca 1976 został prekonizowany biskupem Cruz Alta. Sakrę biskupią otrzymał 26 września 1976. 8 maja 2002 przeszedł na emeryturę.